# Hybomitra shnitnikovi
Hybomitra shnitnikovi är en tvåvingeart som först beskrevs av Olsufjev 1937.  Hybomitra shnitnikovi ingår i släktet Hybomitra och familjen bromsar. Inga underarter finns listade i Catalogue of Life.